# Nemophas rosenbergii
Nemophas rosenbergii là một loài bọ cánh cứng trong họ Cerambycidae.